# Tiun
Cette page contient des caractères spéciaux ou non latins. S’ils s’affichent mal (▯, ?, etc.), consultez la page d’aide Unicode.
Tiun (également diun), տիւն ou տյուն en arménien ([tʼʏn] ou [dʏn]), est la 31e lettre de l'alphabet arménien.

## Linguistique
Tiun est utilisé pour représenter le son de :
- en arménien classique, le son [t];
- en arménien oriental, ([tʼ] ;
- en arménien occidental, ([d].

Dans la norme ISO 9985, la lettre est translittérée par « t ».

## Représentation informatique
- Unicode[1] :
  - Capitale Տ : U+054F
  - Minuscule տ : U+057F